# Veronique Meester

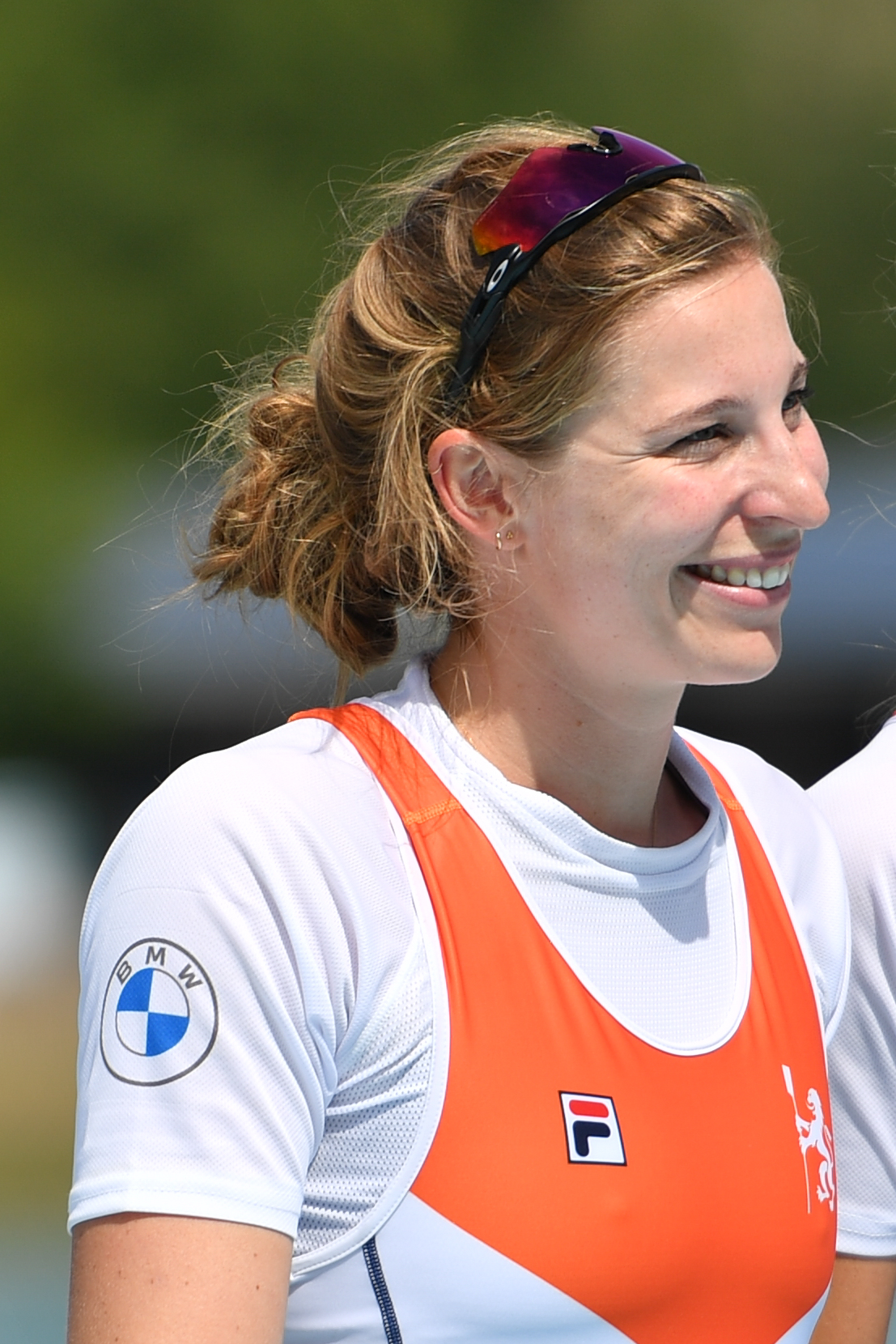
Meester, 2022 in München

Veronique Meester (* 7. April 1995) ist eine niederländische Ruderin. 2021 wurde sie Olympiazweite und 2024 Olympiasiegerin.

## Sportliche Karriere
Veronique Meester belegte bei den U23-Weltmeisterschaften 2016 zusammen mit Hermijntje Drenth, Eline Feitsma und Ymkje Clevering den dritten Platz im Vierer ohne Steuerfrau. 2017 traten Meester und Clevering mit dem niederländischen Achter bei den Europameisterschaften in Račice u Štětí an und gewannen die Silbermedaille hinter den Rumäninnen. Bei den U23-Weltmeisterschaften gewann sie 2017 zusammen mit Elsbeth Beeres, Karolien Florijn und Veronique Meester den Titel im Vierer ohne Steuerfrau vor den Booten aus Rumänien und Deutschland. Zum Saisonabschluss belegte der niederländische Achter den sechsten Platz bei den Weltmeisterschaften in Sarasota.
Beim Saisonauftakt 2018 trat Meester bei der Weltcup-Regatta in Belgrad sowohl im Vierer ohne Steuerfrau als auch im Achter an, belegte den zweiten Platz im Vierer und siegte im Achter. In Linz trat sie nur mit dem Achter an und gewann, danach beendete sie die Saison. 2019 trat bei den Europameisterschaften in Luzern ein Vierer ohne Steuerfrau in der Besetzung Elisabeth Hogerwerf, Karolien Florijn, Ymkje Clevering und Veronique Meester an und gewann die Goldmedaille vor den Rumäninnen. Drei Monate später bei den Weltmeisterschaften in Linz erkämpften die Niederländerinnen Silber hinter den Australierinnen. 2020 konnten sie ihren Titel bei den Europameisterschaften in Posen verteidigen, 2021 in Varese gewannen sie den dritten Titel in Folge. Bei der Olympischen Regatta in Tokio siegten die Australierinnen vor den Niederländerinnen und den Irinnen.
Bei den Europameisterschaften 2022 in München siegten im Zweier ohne Steuerfrau die Rumäninnen vor den Britinnen, dahinter erhielten Ymkje Clevering und Veronique Meester die Bronzemedaille. Clevering und Meester ruderten auch im niederländischen Achter, mit dem sie ebenfalls den dritten Platz belegten. Einen Monat später gewannen Clevering und Meester bei den Weltmeisterschaften in Račice u Štětí zwei Silbermedaillen: Im Zweier hinter den Neuseeländerinnen und im Achter hinter den Rumäninnen. Im Jahr darauf wurden die beiden im Zweier bei den Europameisterschaften in Bled Zweite hinter den Rumäninnen. Bei den Weltmeisterschaften 2023 in Belgrad gewannen sie den Titel vor den Australierinnen und den Rumäninnen. Ein Jahr später bei den Olympischen Spielen in Paris hatten Clevering und Meester bei ihrem Olympiasieg im Ziel über vier Sekunden Vorsprung vor den Rumäninnen.